# Kanato kirguís
El Kanato kirguís (en chino tradicional, 黠戛斯汗國) fue un imperio túrquico que existió entre principios del siglo VI y el siglo XIII. Gobernó a los Kirguises del Yeniséi, quienes habían estado ubicados en el sur de Siberia desde el siglo VI. Para el siglo IX, los kirguises habían afirmado su dominio sobre los uigures, quienes previamente los habían gobernado. El imperio fue establecido como un kanato desde 539 hasta 1218, durando 679 años. El territorio del kanato, en su apogeo, incluyó brevemente partes de la actual China, Kazajistán, Kirguistán, Mongolia y Rusia. Después del siglo X, hay poca información sobre los Kirguises del Yeniséi. Se cree que el kanato sobrevivió en su tierra tradicional hasta 1207.

## Periodización
- 693: Bars Bek funda el estado.[5]
- 711: El Segundo Kanato Túrquico gana la batalla de las Montañas Sayan.[6]
- 758: El Kanato uigur conquista el Kanato kirguís.[7]
- 840: El Kanato kirguís conquista el Kanato uigur.[8]
- 840–924: Período imperial.[9]

## Historia
Los primeros registros del Kanato Kirguís del Yeniséi fueron escritos durante la Dinastía Tang. Los kirguises no conservaron documentos escritos fiables durante este periodo.
Antes del 201 a. C., el chanyu xiongnu Modun conquistó a los kirguises, conocidos entonces por los chinos como Gekun (鬲昆), junto con los Hunyu (渾庾), Qushe (屈射), los Dingling (丁零) y los Xinli (薪犁).
En el 50 a. C., el chanyu xiongnu Zhizhi derrotó a los Wusun, a los Wujie (¿Oghuz?), a los Dingling y a los Jiankun (kirguises). En ese tiempo, los kirguises vivían en las montañas Borohoro y el valle del río Manasi, en el este del Tengir-Too, a unos 7 000 li (4 000 km) al oeste de Ordos, el centro del territorio xiongnu.
En la historiografía china, el endónimo de los kirguises fue transcrito como Gekun (鬲昆) o Jiankun (堅昆) en los Registros del Gran Historiador y el Libro de Han, respectivamente. Otras transcripciones incluyen: Jiegu (結骨), Hegu (紇骨), Hegusi (紇扢斯), Hejiasi (紇戛斯), Hugu (護骨), Qigu (契骨), Juwu (居勿), y Xiajiasi (黠戛斯).
El historiador Peter Golden reconstruye una forma raíz *Qïrğïz < *Qïrqïz < *Qïrqïŕ, y sugiere una derivación del turco antiguo qïr (‘gris’, color de caballo) más el sufijo -q(X)ŕ/ğ(X)ŕ ~ k(X)z/g(X)z.
Durante los siglos VI y VII, los kirguises estuvieron subordinados a los Göktürks. El kan kirguís Bars Bek era cuñado del Bilge Khagan. Su hijo gobernó tras la derrota de Bars Bek a manos de Qapaghan Qaghan en el año 710. Tras la caída de los túrquicos, se sometieron a los uigures. El líder uigur Bayanchur mató al jefe kirguís y nombró a un nuevo kan: Bilge Tong Erkin (毗伽頓頡斤).

### Kan Bars
Tras una campaña fallida contra los kirguises en el año 693, el kan göktürk Qapaghan se vio obligado a reconocer el título de kan al líder kirguís Bars Bek, e incluso intentó una alianza dinástica casando a su hermana con él. Sin embargo, esto solo aplazó los enfrentamientos por el control de Asia Central. En 707 y 709, enviados kirguises visitaron el Imperio Tang.
En 709, los göktürks derrotaron a los Chik y Az, y capturaron Tuvá, estableciendo una base para invadir el territorio kirguís. El kan Bars no intervino, confiando en la protección de los Montes Sayan. Pero en el invierno de 710–711, los göktürks los cruzaron por sorpresa y atacaron. El kan Bars murió en la Batalla de los Montes Sayanes y el Estado kirguís fue conquistado. Tropas göktürk fueron estacionadas en la Cuenca de Minusinsk.
Pese a ello, el gobierno se confió a líderes kirguises. En 711, una embajada kirguís llegó a China, posiblemente enviada antes de la muerte de Bars. En 722 y 723, otras dos embajadas kirguises llegaron al Imperio Tang.

### Relaciones con la dinastía Tang
La primera embajada del Imperio Tang a los kirguises del Yeniséi fue enviada en 632, bajo el reinado del emperador Taizong de Tang. El embajador kirguís Shiboqu Azhan (失鉢屈阿棧) fue nombrado gobernador del distrito de Yanran (燕然).
Los kanes kirguises afirmaban descender del general Li Ling, nieto de Li Guang de la dinastía Han. Dado que la familia imperial Tang también afirmaba descender de Li Guang, se reconocía al kan kirguís como pariente imperial. Esta relación justificó la alianza kirguís-tang cuando el kan Are (阿熱) invadió el Kanato uigur y ejecutó al kan Qasar Qaghan. La noticia fue llevada a Chang'an por el embajador Zhuwu Hesu (註吾合素).
Entre 840 y 848, los Tang y los kirguises destruyeron el Kanato uigur. El general Tang Shi Xiong derrotó al kan Ögä, mató a 10 000 soldados uigures, capturó entre 5 000 y 20 000 prisioneros y arrebató su ganado en la batalla de Shahu (13 de febrero de 843).
En 845, el emperador Wuzong de Tang otorgó al kan Are el título de Zong Yingxiong Wu Chengming Kan (宗英雄武誠明可汗), pero murió antes de que los emisarios partieran. Su sucesor, el emperador Xuanzong, decidió no otorgarle el título por miedo a su arrogancia.
Tras el asesinato de Are en 847, el nuevo kan recibió de Xuanzong el título de Yingwu Chengming Kan (英武誠明可汗). El funcionario imperial Li Ye (李業) fue enviado para entregarle el título.
Después del siglo X, la información sobre los kirguises es escasa hasta su sumisión al Imperio mongol en 1207/1208. Hubo un conflicto con los Qara Khitai hacia 1130, pero los kirguises no fueron derrotados.

## Religión
La religión del Kanato Kirguís ha sido estudiada desde el siglo XIX. Fuentes chinas y persas ofrecen datos diversos:
Según las crónicas chinas, los kirguises realizaban sacrificios a los espíritus en el campo, sin fecha fija. Los chamanes eran llamados gan (kam). En los funerales, no se arañaban la cara, envolvían el cuerpo en tres capas y lo incineraban. Los huesos se enterraban al año siguiente.
El historiador persa Gardizi, en el siglo XI, escribió que algunos kirguises adoraban la vaca, otros al viento, al erizo, la urraca, el halcón o los árboles de caoba. Usaban un habla especial para rezar, orientaban sus oraciones al sur, adoraban a Saturno y Venus, y veían a Marte como de mal augurio. Encendían lámparas que no apagaban hasta consumirse.
El Diccionario de países de Yaqut al-Hamawi, del siglo XIII, menciona templos, plumas de caña para escribir, piedras que brillaban en la oscuridad y varias festividades anuales.
Gardizi y al-Marwazi mencionan una figura religiosa llamada faginun, que oficiaba rituales y entraba en trance con música para hacer profecías. El ciclo funerario kirguís duraba al menos un año y constaba de varias fases, como el traslado del cuerpo y la preparación de la pira.
Con el ascenso del kanato, nuevas creencias se introdujeron. Con la difusión del maniqueísmo, algunos kanes adoptaron el título de "Kan de la Luz" y se construyeron templos y monasterios maniqueos. También hubo actividad de misioneros nestorianos, y su doctrina se expandió entre la aristocracia. Se han hallado objetos cristianos en tumbas como las de Koibaly-I (siglos XIII-XIV). En Turkestán oriental, algunos kirguises adoptaron rituales islámicos y abandonaron la cremación.
El Kanato Kirguís practicó una política religiosa tolerante. El kagan, su dinastía, los misioneros y los chamanes formaban parte de la élite religiosa y participaban en los rituales más importantes.

## Khaganes
Según el Tobchiyan (también conocido como Historia secreta de los mongoles) y el Jāmiʿ al-Tawārīkh de Rashid al-Din, el título del kan del Yeniséi Kirguís era Īnāl (en persa: اینال‎, en chino tradicional, 亦纳勒).
| Nombre personal                      | Título                                                | Reinado | Religión                                | Dinastía     |
| ------------------------------------ | ----------------------------------------------------- | ------- | --------------------------------------- | ------------ |
| Kan Bars 𐰴𐰍𐰣:𐰉𐰺𐰋𐰏                    | Inanch Alp Bilge 𐰃𐰣𐰀𐰣𐰲𐰆 𐰀𐰞𐰯 𐰋𐰄𐰠𐰏𐰅                     | 693–711 | Tengrismo (después de 765, Maniqueísmo) | Dinastía Aje |
| ???                                  | —                                                     | 711–758 | Tengrismo (después de 765, Maniqueísmo) | Dinastía Aje |
| Bilge Tong Erkin 𐰋𐰄𐰠𐰏𐰅 𐱄𐰆𐰣𐰏 𐰅𐰼𐰚𐰄𐰤    | Pitsye Tungye Gin 𐰯𐰄𐰾𐰾𐰘𐰅 𐱄𐰆𐰣𐰏𐰘𐰅 𐰏𐰄𐰪                   | 758–795 | Tengrismo (después de 765, Maniqueísmo) | Dinastía Aje |
| Änäl Khagan 𐰴𐰍𐰣:𐰀𐰳𐰆 Are / Ajo (阿熱) | Zong Yingxiong Wu Chengming Khagan (宗英雄武誠明可汗) | 795–847 | Tengrismo (después de 765, Maniqueísmo) | Dinastía Aje |
| Kan Yingwu 𐰴𐰍𐰣:𐰄𐰤𐰍𐰆                  | Yingwu Chengming Khagan (英武誠明可汗)                | 847–866 | Tengrismo (después de 765, Maniqueísmo) | Dinastía Aje |